# 기원전 20세기
기원전 20세기는 기원전 2000년부터 기원전 1901년까지를 말한다.

## 주요 사건
- 기원전 2000년경 - 고대 중국 북부 지역에서 청동기 시대가 시작되다.
- 기원전 2000년경 - 말이 길들여져 운송에 이용되기 시작하다.
- 기원전 2000년경 - 라틴족의 조상이 이탈리아에 도착했다.
- 기원전 2000년경 - 하라파 문명이 쇠퇴하기 시작하다.
- 기원전 2000년경 - 이탈리아 민치오강 기슭에 만토바 마을이 처음 이루어진다.
- 기원전 1995년경 - 이집트 제11왕조 파라오 멘투호테프 2세가 죽다.
- 기원전 1991년 - 이집트 제11왕조가 멸망하고, 이집트 제12왕조가 열리다.
- 기원전 1971년 - 에리슘 1세가 아시리아 3분의 1의 통치자가 되다.
- 기원전 1950년경 - 유리가 발명되다.
- 기원전 1932년 - 우르가 아무루를 정복하다.
- 기원전 1913년 - 고대 이집트와 누비아가 전쟁(~기원전 1903년)을 시작하다.

## 발명, 발견, 과학사
- 자물쇠가 이집트에서 처음으로 발명되었다고 전해진다.

## 년대와 년도
| 기원전 2000년대 | 전2009 | 전2008 | 전2007 | 전2006 | 전2005 | 전2004 | 전2003 | 전2002 | 전2001 | 전2000 |
| 기원전 1990년대 | 전1999 | 전1998 | 전1997 | 전1996 | 전1995 | 전1994 | 전1993 | 전1992 | 전1991 | 전1990 |
| 기원전 1980년대 | 전1989 | 전1988 | 전1987 | 전1986 | 전1985 | 전1984 | 전1983 | 전1982 | 전1981 | 전1980 |
| 기원전 1970년대 | 전1979 | 전1978 | 전1977 | 전1976 | 전1975 | 전1974 | 전1973 | 전1972 | 전1971 | 전1970 |
| 기원전 1960년대 | 전1969 | 전1968 | 전1967 | 전1966 | 전1965 | 전1964 | 전1963 | 전1962 | 전1961 | 전1960 |
| 기원전 1950년대 | 전1959 | 전1958 | 전1957 | 전1956 | 전1955 | 전1954 | 전1953 | 전1952 | 전1951 | 전1950 |
| 기원전 1940년대 | 전1949 | 전1948 | 전1947 | 전1946 | 전1945 | 전1944 | 전1943 | 전1942 | 전1941 | 전1940 |
| 기원전 1930년대 | 전1939 | 전1938 | 전1937 | 전1936 | 전1935 | 전1934 | 전1933 | 전1932 | 전1931 | 전1930 |
| 기원전 1920년대 | 전1929 | 전1928 | 전1927 | 전1926 | 전1925 | 전1924 | 전1923 | 전1922 | 전1921 | 전1920 |
| 기원전 1910년대 | 전1919 | 전1918 | 전1917 | 전1916 | 전1915 | 전1914 | 전1913 | 전1912 | 전1911 | 전1910 |
| 기원전 1900년대 | 전1909 | 전1908 | 전1907 | 전1906 | 전1905 | 전1904 | 전1903 | 전1902 | 전1901 | 전1900 |
| 기원전 1890년대 | 전1899 | 전1898 | 전1897 | 전1896 | 전1895 | 전1894 | 전1893 | 전1892 | 전1891 | 전1890 |